# Władcy Cesarstwa Łacińskiego

Herb Cesarstwa Łacińskiego

## WładcyCesarstwa Łacińskiego(1204–1261)
- Baldwin I Flandryjski (1204–1205)
- Henryk Flandryjski (1205–1216), brat Baldwina I
- Piotr II de Courtenay (1217), jako Piotr (szwagier Henryka Flandryjskiego)
- Robert de Courtenay (1217–1228), jako Robert I (młodszy syn Piotra I)
  - Jolanta (1217–1219), regentka w imieniu uwięzionego męża Piotra de Courtenay
  - Conon de Béthune (1219). regent
- Baldwin II (1228–1261), brat Roberta I
- Jan z Brienne (1229/1231–1237), regent od 1229, koronowany na cesarza w 1231

Po zdobyciu Konstantynopola przez Michała Paleologa Cesarstwo Łacińskie zostało zlikwidowane, choć szereg władców posługiwało się tytułem cesarza łacińskiego jeszcze długi czas.

## Tytularni cesarze łacińscy
- Baldwin II (1261–1273), jako synem Piotra II i brat Roberta I
- Filip I de Courtenay (1273–1283), jako Filip II (syn Baldwina II)
- Katarzyna I de Courtenay (1283–1308), Jako córka Filipa II
  - Karol de Valois (1302–1308), jako mąż Katarzyny de Coutenay
- Katarzyna II de Valois (1308–1346), jako córka Katarzyny I z Courtenay i Karola de Valois)
  - Filip I z Tarentu (1313–1332), jako mąż Katarzyny de Valois
- Robert I z Tarentu (1346–1364), jako cesarz Robert II
- Filip II z Tarentu (1364–1373), jako Filip III (syn Roberta II)
- Jakub de Baux (1373–1383), siostrzeniec Filipa III

Jakub przekazał tytuł Ludwikowi Andegaweńskiemu, który był następcą tronu królestwa Neapolu. Ludwik i jego następcy nie posługiwali się jednak tytułem cesarza łacińskiego.